# Pé-Tang
Le Pé-Tang ou Beitang (chinois : 北堂 ; litt. « cathédrale du nord »), de son nom officiel cathédrale de Xishiku (chinois traditionnel : 西什庫天主堂 ; chinois simplifié : 西什库天主堂), également connue sous le nom de cathédrale Saint-Sauveur ou église Saint-Sauveur (chinois : 救世主堂), est une ancienne cathédrale du Pékin impérial de la fin du XIXe siècle. Il est situé à l'intérieur de l'enceinte de la Cité impériale. 
Reconstruit en 1887 sous la supervision de Monseigneur Favier C.M., vicaire apostolique, il remplace d'anciens bâtiments épiscopaux. En 1900, lors de la révolte des Boxers, il a été assiégé du 6 juin au 16 août, au cours de violents combats. L'édifice est affecté désormais à l'organisation chinoise de l'association patriotique qui n'est pas reconnue par Rome.

## Description
Au début du XXe siècle, voici quelle en était la description :

« Le Pé-Tang est ceint d'un mur de clôture de 1 360 mètres de longueur qui le sépare de ruelles et maisons mitoyennes (au sud) ainsi que du Ien-Tsé-Tang, puis d'un terrain impérial au nord. Sur une place, à la suite de l'avenue du Pé-Tang et de la rue du Palais, une « Grand'porte », ou porte d'entrée, s'ouvre sur deux grandes cours. À l'intérieur de l'enceinte, domine la cathédrale du Saint-Sauveur suivie de quatre grandes cours. Entre ces dernières, sont bâties les habitations de l'évêque et des missionnaires. L'ensemble comprend aussi une procure, une pharmacie, un musée, une grande bibliothèque, une bibliothèque chinoise, un réfectoire, une salle de récréation... Au-dessus du chevet de la cathédrale, se trouvent les ateliers, l'imprimerie et le pavillon des étrangers. On trouve également au Pé-Tang un grand et un petit séminaire, ainsi que des magasins.
Plus au nord, le Ien-Tsé-Tang, ou maison de la Charité, tenu par les Filles de la Charité, est séparé du Pé-Tang par une ruelle qui sera murée pendant la révolte des Boxers (1900). Cet ensemble, outre une chapelle, comprend un dispensaire, un orphelinat, un catéchuménat et des écoles de filles. Encore plus loin au nord-est, le Cha-La-Eul, à dix minutes hors des murs, comprend une résidence de missionnaires avec église et catéchuménat, un établissement mariste avec orphelinat de garçons et un des établissements des Sœurs de la Charité (orphelinats, dispensaire, ...). »

## Siège du 14 juin au 16 août 1900

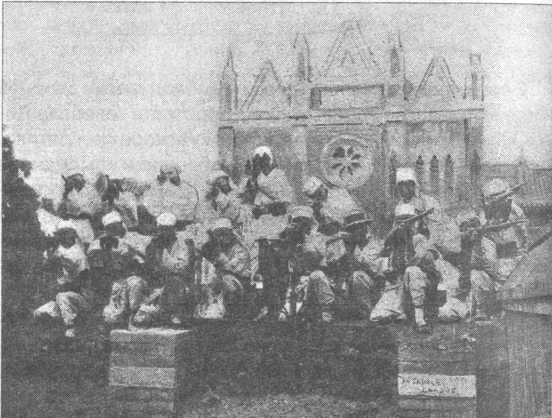
Soldats défendant le Pé-Tang

La cathédrale et les bâtiments alentour sont assiégés du 14 juin au 16 août 1900 par environ dix mille Boxers. La défense est dirigée par Mgr Favier (1837-1905), vicaire apostolique du Tché-Ly du Nord (incluant Pékin), et bâtisseur de la cathédrale avec le soutien armé du commandant Paul Henry et de 30 marins français et 12 Marines italiens,.
Selon le journaliste de l'époque W.A.P. Martin, « la défense de cette cathédrale constitue la plage la plus brillante de l'histoire du siège. La défense réussie de Mgr Favier de la cathédrale de Pé-Tang ne tenait en soi que du miracle. » Selon Martin, « la nouvelle cathédrale, ou cathédrale du Nord, se tenant par elle-même au milieu d'un terrain ouvert, était considérée comme capable d'assurer la défense. Monseigneur Favier se résolut courageusement à la tenir coûte que coûte, afin de sauver la vie de trois mille convertis qui s'y étaient réfugiés. » Comme la cathédrale se trouvait à l'intérieur de la Cité impériale, près de la porte de l'Ouest, à environ trois kilomètres du quartier des Légations, elle était isolée des légations étrangères. 
Les églises du Sud et de l'Est furent sévèrement endommagées, à l'instar de tous les bâtiments catholiques de Pékin. Mgr Favier estima que pendant la révolte des Boxers, ce furent entre 15 000 et 20 000 fidèles de son vicariat qui furent tués et que les trois-quarts des chapelles et églises furent détruites. Pendant le siège, 3 900 personnes (dont plus d'une centaine d'Européens, et surtout des femmes et des enfants et les religieuses des orphelinats avec 850 orphelins chinois) se réfugièrent dans les murs de la cathédrale qui n'était défendue que par quarante-et-un marins français et italiens, commandés par l'enseigne de vaisseau Paul Henry. Ayant déjà eu le pressentiment que le Pé-Tang serait attaqué par les Boxers dès la mi-mai, Mgr Favier avait déjà pu faire des provisions très importantes de nourriture, d'armes et de munitions, mais le grand nombre de réfugiés nécessita un rationnement sévère, jusqu'à ce que le siège soit levé le 16 août grâce aux soldats japonais. Parmi les religieuses tuées, il y eut la fameuse sœur Hélène de Jaurias. Le missionnaire presbytérien américain Arthur Judson Brown (1856-1963) put s'entretenir à l'été 1901 avec Mgr Favier qui lui rendit compte de la description suivante du siège que Brown relata plus tard:
« Je rendis visite au fameux évêque. C'était - car il est mort depuis - un solide Français avec une longue barbe, d'environ soixante-cinq ans apparemment. Il nous reçut fort cordialement et nous fit une relation du siège. Il nous déclara que sur les quatre-vingts Européens et les 3 400 chrétiens chinois qui étaient sous sa protection, 2 700 étaient des femmes et des enfants. Quatre cents ont été enterrés dont une quarantaine tués par balle, vingt-cinq par une explosion, quatre-vingt-un par d'autres moyens. Certains ont péri de maladie, mais la plupart de faim. Vingt-et-un enfants ont été enterrés dans une seule fosse. De plus, parmi ceux tués par explosion, on ne put rien trouver pour les enterrer, car il n'en restait rien. Cinquante-et-un enfants disparurent de la sorte et il n'est rien resté d'eux. »

## Illustrations

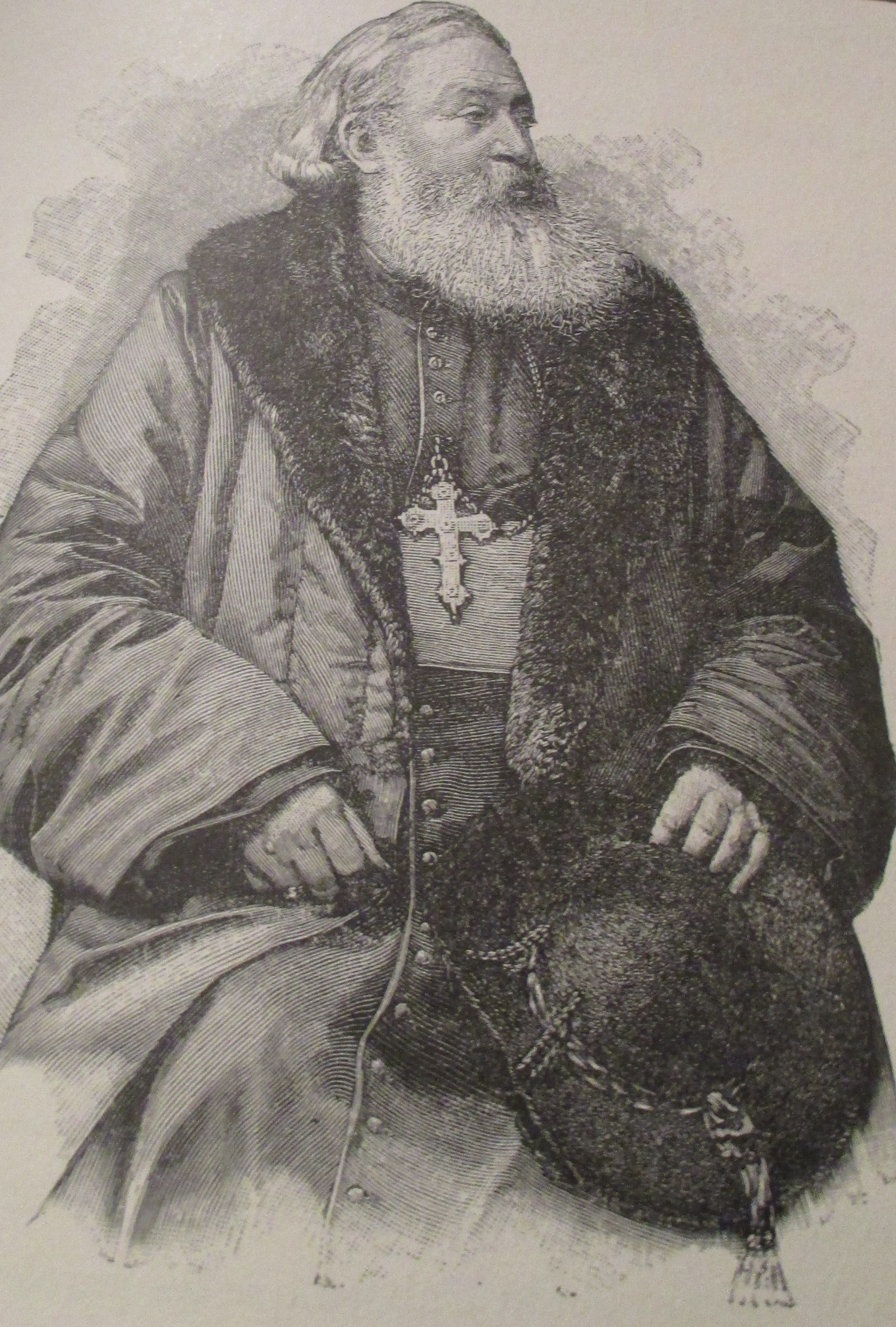
Mgr Favier en 1900
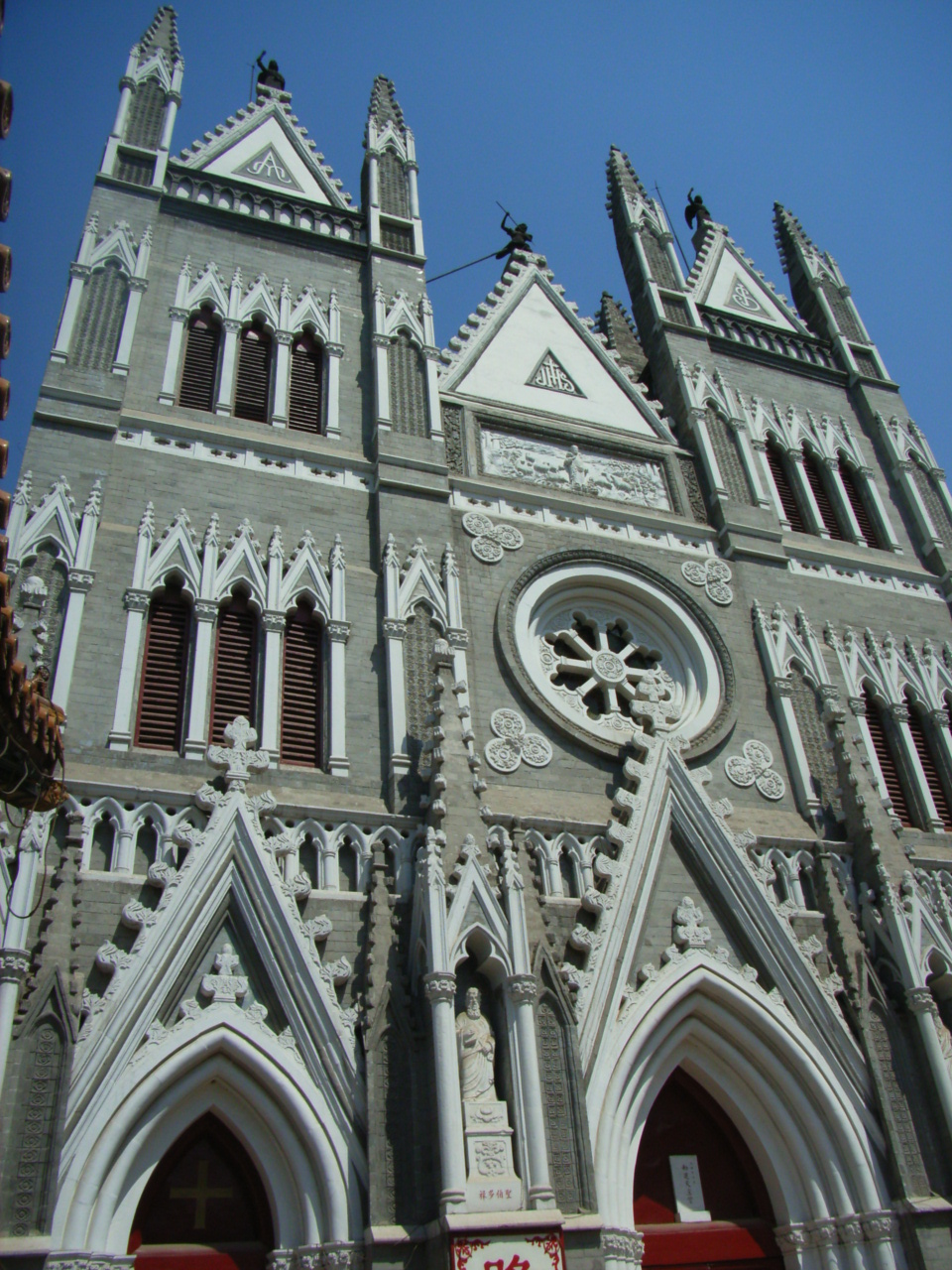
La façade de la cathédrale
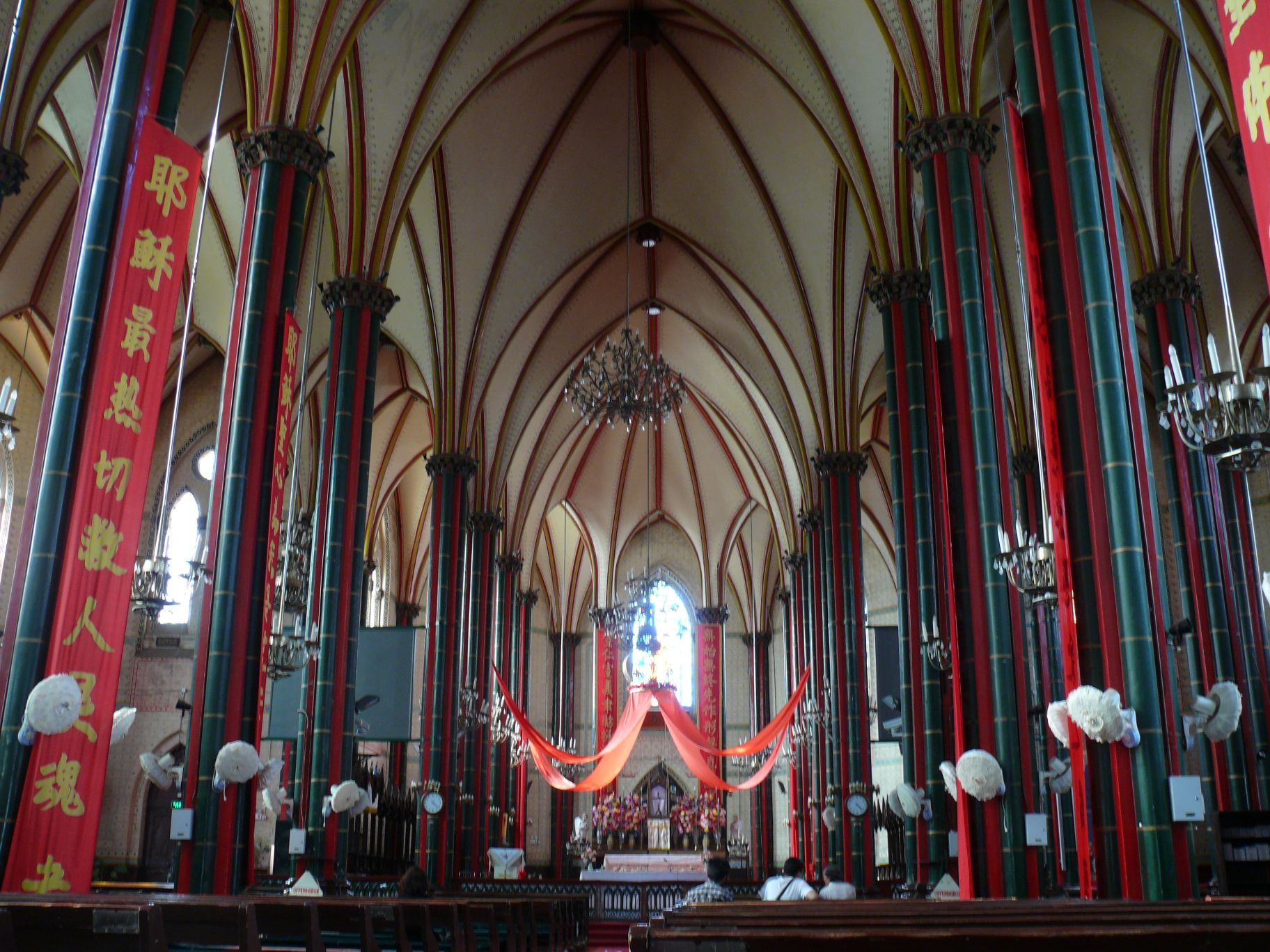
Intérieur de la cathédrale

## Aujourd'hui
L'ancienne cathédrale néo-gothique est inscrite depuis 2006 à la liste des sites historiques et culturels majeurs protégés au niveau national en Chine (n° 6-878). Elle a une capacité d'un millier de personnes environ.

## Transcriptions
- Graphies usuelles françaises ou dialecte : Pé-Tang, Pe Tang, Peitang
- Transcription de l'école française d'Extrême-Orient : Pei-T'ang
- Pinyin : Beitang